# سنت ایوس، کورنوال
longitudeسنت ایوس، کورنوالlatitudeسنت ایوس، کورنوال

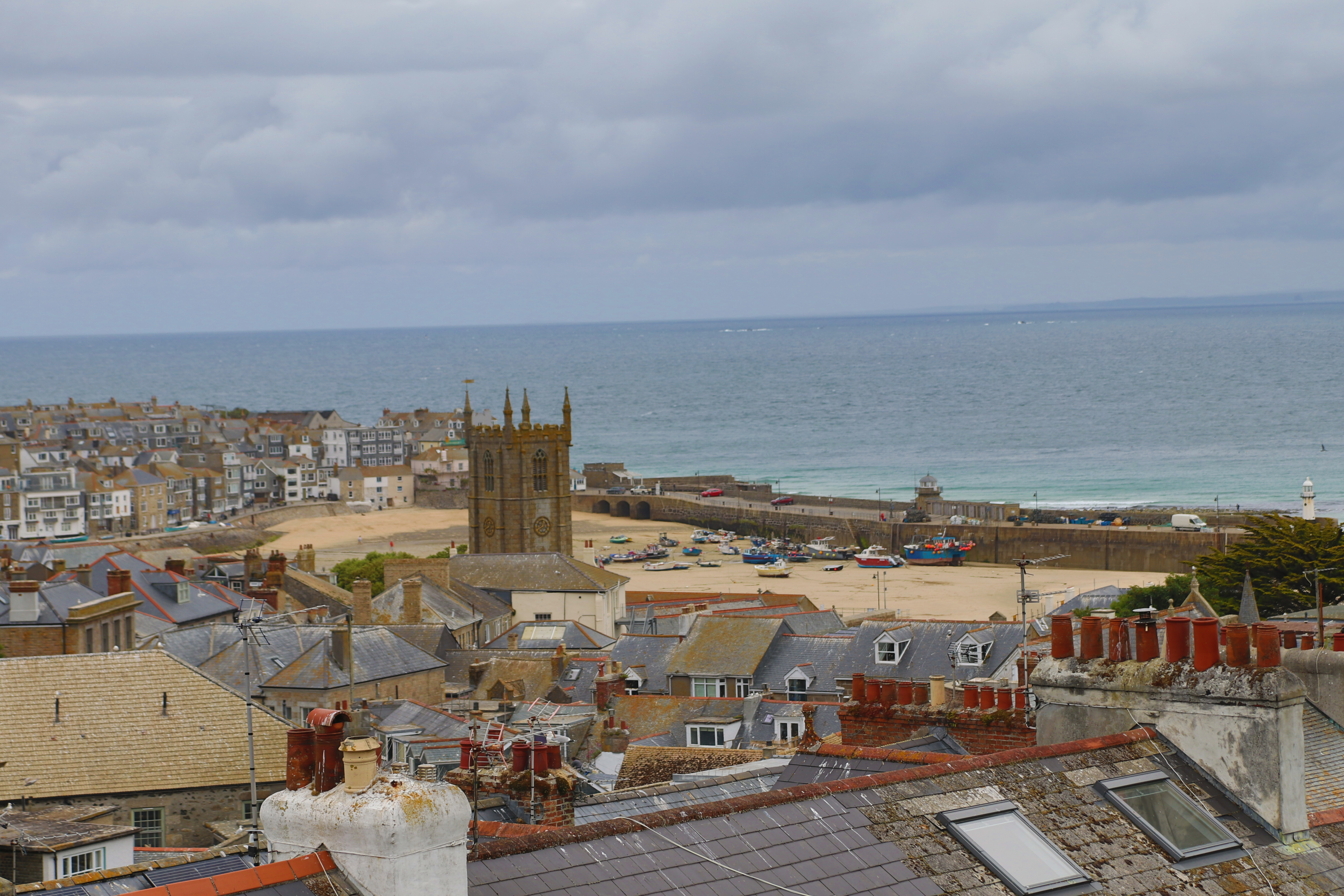
خیابان ایوز کورنوال

سنت ایوس، کورنوال (به انگلیسی: St Ives, Cornwall) یک منطقهٔ مسکونی در انگلستان است که در جنوب غربی انگلستان واقع شده‌است.

## خصوصیات
سنت ایوس ۱۱٬۱۶۵ نفر جمعیت دارد.